# Awaken the power
- ラブライブ! > ラブライブ!サンシャイン!! > Aqours > Awaken the power

「Awaken the power」(アウェイクン ザ パワー）は、Saint Aqours Snowのシングル。2017年12月20日にLantisから発売された。
また、テレビアニメ『ラブライブ!サンシャイン!!』第2期第9話のサブタイトルでもある。

## 概要
AqoursとSaint Snowによるコラボレーションシングル。Aqoursとしては前作「MY舞☆TONIGHT/MIRACLE WAVE」から3週間で発売となるシングルで、Saint Snowとしては初のシングル。アニメ第2期シングル第4弾。
表題曲「Awaken the power」は、テレビアニメ『ラブライブ！サンシャイン!!』第2期第9話の挿入歌。函館で行われたクリスマスライブで披露された曲で、AqoursとSaint Snow、二つのグループの垣根を越えたコラボレーション曲。第8話終盤で黒澤ルビィの提案により、鹿角理亞と2人で「お姉ちゃんに贈る曲」として制作された。センターもルビィ・理亞によるダブルセンターとなっており、イントロは二人だけの歌唱パートになっている。制作には花丸、善子も協力しており、2人には内緒で他のAqoursメンバー、理亞の姉の聖良にもこのことを伝え、サプライズとして11人で楽曲を披露することとなった。
カップリング曲「CRASH MIND」「DROPOUT!?」はSaint Snowが歌う楽曲で、それぞれ『ラブライブ！サンシャイン!!』第2期第5話・第8話の挿入歌。「CRASH MIND」は劇中でダイヤが見ていた動画(予備予選のもの)、「DROPOUT!?」は地区予選での転倒事故によりイントロのみでライブが中断され、両曲とも劇中では曲の全容は明かされなかった。
また、本作はラブライブ!シリーズのアニメ関連シングル作品としては史上初のボイスドラマパートを収録している。
CDのジャケットは、劇中での「Awaken the power」の制作に携わったルビィ、理亞と、その姉のダイヤ、聖良の4人が描かれている。
初回限定特典として、『Saint Snow PRESENTS LOVELIVE! SUNSHINE!! HAKODATE UNIT CARNIVAL』のチケット先行抽選申込券が封入される。
キャッチコピーは「次はドコへ行こう？」。

## チャート成績
2017年12月19日付のデイリーランキングでは2.3万枚を売り上げ3位にランクイン。アニメ放送日に当たる12月23日付では2位にランクインした。2018年1月1日付のオリコン週間ランキングでは、5.3万枚を売上げ3位にランクイン。サンシャインのアニメ劇中歌としては「決めたよHand in Hand/ダイスキだったらダイジョウブ!」の累計5.2万枚を上回り、初動のみで劇中歌最高売上を更新した。また、アニメ週間チャートにおいても1位を獲得した。その後も1月8日付、1月15日付でも1位を獲得し、ラブライブの作品としては初めて3週連続で1位を獲得した。
最終的な累計は8.1万枚。
ビルボードにおいてもHot Animationにおいて1位を獲得した。

## 収録曲
収録内容におけるボーカル曲は太字、ボイスドラマパートは▲印で表記する。
- CD
  - 全作詞：畑亜貴

1. Awaken the power
  - 歌：Saint Aqours Snow
  - 作曲・編曲：河田貴央
  - テレビアニメ『ラブライブ！サンシャイン!!』第2期第9話挿入歌
2. CRASH MIND
  - 歌：Saint Snow
  - 作曲・編曲：宮崎誠
  - テレビアニメ『ラブライブ！サンシャイン!!』第2期第5話挿入歌
3. DROPOUT!?
  - 歌：Saint Snow
  - 作曲・編曲：馬渕直純
  - テレビアニメ『ラブライブ！サンシャイン!!』第2期第8話挿入歌
4. Awaken the power (Off Vocal)
5. 聖良と理亞をおもてなせ！▲
6. 聖良と理亞を波打ちぎわで！▲
7. 聖良と理亞を沼津の味で！▲

### ユニットメンバー
1. ↑  鹿角聖良（田野アサミ）、鹿角理亞（佐藤日向）、高海千歌（伊波杏樹）、桜内梨子（逢田梨香子）、松浦果南（諏訪ななか）、黒澤ダイヤ（小宮有紗）、渡辺曜（斉藤朱夏）、津島善子（小林愛香）、国木田花丸（高槻かなこ）、小原鞠莉（鈴木愛奈）、黒澤ルビィ（降幡愛）